# Suk Hyun-jun
Suk Hyun-jun (* 29. Juni 1991 in Chungju), im deutschen Sprachraum bekannt unter der dort üblichen Namensreihenfolge Hyun-Jun Suk, ist ein südkoreanischer Fußballspieler.

## Karriere

### Ajax Amsterdam
Der Wechsel Suks aus Südkorea, wo er beim Yong-In FC in der K3-League spielte, nach Europa gestaltete sich eher ungewöhnlich. Gemeinsam mit seinem Manager Park Jin-ho beschloss er, in der Transferperiode 2009 nach England zu fliegen, wo er sich bei einigen Premierligisten vorstellte. Dies war nicht erfolgreich und Suks Weg führte ihn nach Amsterdam, wo er als Zuschauer beim Training des AFC Ajax den damaligen Trainer Martin Jol ansprach. Der gewährte ihm ein längeres Probetraining, nachdem er gehört hatte, dass Suk Jugendnationalspieler war. Dabei überzeugte er und erhielt im Anschluss einen Jugend-Vertrag. Als er in der Nachwuchsmannschaft Jong Oranje Spiel für Spiel sein Tor erzielte, gab Ajax ihm Anfang 2010 einen Profivertrag.
Am 3. Februar 2010 gab der 1,90 Meter große Stürmer sein Debüt gegen Roda JC Kerkrade. Zwei weitere Einsätze in der Liga folgten bis zum Saisonende. Darüber hinaus kam er in beiden Spielen gegen Juventus Turin in der Europa League zum Einsatz. Nachdem er in der Saison 2010/11 in der ersten Mannschaft – außer für eine Halbzeit im Supercupspiel gegen den FC Twente – in Pflichtspielen nicht mehr zum Zuge gekommen und sein Vertrag nicht verlängert worden war, holte ihn sein ehemaliger Trainer von Jong Ajax, Pieter Huistra, zur Saison 2011/12 zum FC Groningen, bei dem er einen Zweijahresvertrag unterschrieb. Nachdem Suk in der Frühjahrsserie 2013 für den auf Madeira beheimateten portugiesischen Erstligisten Marítimo Funchal antrat, wechselte er im Sommer des Jahres in die Saudi Professional League zu al-Ahli.
Für die Saison 2016/17 wurde er an den türkischen Erstligisten Trabzonspor ausgeliehen. Im Anschluss folgten weitere Leihen an Debreceni Vasutas SC und ES Troyes AC. 2018 wechselte Suk  zu Stade Reims. Im Januar 2020 verließ er Reims um sich erneut dem ES Troyes AC anzuschließen. Der Vertrag in Troyes lief im Sommer 2022 aus.

### Nationalmannschaft
Mit 14 Jahren wurde Suk erstmals für eine nationale Auswahl selektiert, spielte in der U-14 und U-15. Er war bereits für die U-18- und die U-20-Nationalmannschaften Südkoreas angetreten, bevor er nach Amsterdam kam. Anschließend kam er auch in der U-21-Auswahl zum Einsatz. Am 7. September 2010 debütierte Suk in der südkoreanischen A-Nationalmannschaft bei einem Freundschaftsspiel gegen Iran.

## Titel
- Niederländischer Pokalsieger: 2009/10
- Niederländischer Meister: 2010/11 (ohne Ligaeinsatz)